# Диана (лунный кратер)
Кратер Диана (лат. Diana) — маленький вулканический кратер расположенный в северной части Моря Спокойствия на видимой стороне Луны. Название присвоено по латинскому женскому имени и утверждено Международным астрономическим союзом в 1979 г. 

## Описание кратера

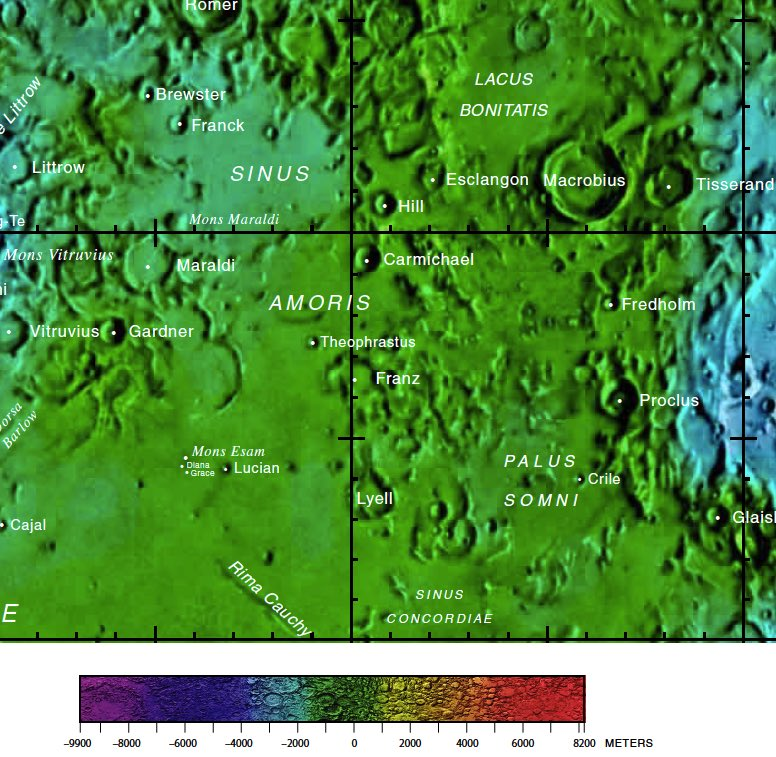
Окрестности кратера Диана. Фрагмент карты видимой стороны Луны.

Ближайшими соседями кратера являются кратер Грас и кратер Луциан на востоке. На западе от кратера находятся гряды Барлоу, на севере в непосредственной близости от кратера пик Эсама, на севере-северо-востоке Залив Любви, на востоке Болото Сна, на юго-востоке Залив Согласия, на юге борозда Коши. Селенографические координаты центра кратера 14°17′ с. ш. 35°39′ в. д. / 14,29° с. ш. 35,65° в. д., диаметр 1,6 км, глубина 0,4 км.
Кратер Диана расположен на вершине щитового вулкана. Объем кратера приблизительно 0,3 км³. 

## Сателлитные кратеры
Отсутствуют.